# Alberto Garzón
Alberto Carlos Garzón Espinosa (Logroño, 9 de octubre de 1985) es un economista y expolítico español. Fue ministro de Consumo del Gobierno de España desde enero de 2020 a noviembre de 2023. Militante del Partido Comunista de España y de Izquierda Unida, fue diputado entre 2011 y 2023. Desde 2016 hasta 2023 fue coordinador federal de Izquierda Unida.

## Biografía

### Orígenes familiares y niñez
Es hijo del malagueño Alberto Garzón Blanco, profesor de Geografía e Historia, y de la riojana Isabel Espinosa Casares nacida en la localidad de Cenicero, farmacéutica, que se habían conocido en la Semana Santa de la localidad malagueña de Rincón de la Victoria. Sus primeros años los pasó en Logroño, donde nació, hasta que con tres años, la familia se trasladó a la localidad sevillana de Marchena, donde su padre había conseguido plaza de profesor.
En 1994 la familia volvió a Rincón de la Victoria. Estudió la primaria en el colegio Manuel Laza Palacios y la secundaria, en el instituto Ben Al Jatib donde su padre enseñaba. Le gustaba el fútbol e intentó entrar, sin éxito, en el Club Deportivo Rincón.

### Etapa universitaria
Alberto Garzón se matriculó inicialmente en Administración y Dirección de Empresas en la Facultad de Ciencias Económicas y Empresariales de la Universidad de Málaga, pero al año siguiente se cambió a Economía. Con 18 años se afilió a Izquierda Unida Los Verdes-Convocatoria por Andalucía.
En el año 2004 participó en la fundación de Estudiantes por una Economía Crítica, una asociación de la que fue presidente hasta 2008 y que estaba en línea con el movimiento Postautismo nacido en Francia años antes. El propósito de aquella asociación era académico-militante, pues se denunciaba "el pensamiento único y el vacío intelectual que impera en la enseñanza de la economía" a la vez que se participaba en movimientos sociales como el Foro Social Otra Málaga de 2004. Dicha asociación se integraría primero en "Estudiantes de Izquierdas", asociación universitaria de carácter izquierdista y anticapitalista, y posteriormente en la plataforma de "Estudiantes Críticos", reunión de diversos colectivos progresistas.
Concurrió como número 5 de la lista de IU en las elecciones municipales de 2007 en Rincón de la Victoria.
Garzón estudió después en la Facultad de Ciencias Económicas y Empresariales de la Universidad Complutense de Madrid, concretamente el máster de Economía Internacional y Desarrollo impartido por el departamento de Economía Aplicada I. Dicho departamento fue el espacio académico donde impartió clases José Luis Sampedro, a quien Garzón ha agradecido públicamente ser el fundador de su escuela de pensamiento. Sampedro había dejado la Cátedra muchos años antes. Rafaél Martínez Cortiña sustituyó a Sampedro en dicha Cátedra. De aquel departamento han salido otros cargos políticos de la izquierda alternativa, entre ellos el que fue coordinador de Izquierda Unida-Madrid, Eddy Sánchez y también economistas de referencia de Podemos como Nacho Álvarez y Bibiana Medialdea.[cita requerida] Fue investigador en la Universidad Pablo de Olavide de Sevilla, así como miembro del colectivo Economía crítica y crítica de la economía.

### Diputado en el Congreso
El 2 de octubre de 2011 fue elegido para encabezar la lista de Izquierda Unida por Málaga para las elecciones generales de 2011, resultando elegido diputado. Durante la campaña electoral su candidatura recibió el apoyo de personas del mundo de la cultura como Juan Diego Botto, Carlos Bardem y Antonio de la Torre. Fue el diputado más joven del congreso en esa legislatura.
Su activa participación en el Movimiento 15-M conllevó que posteriormente se le considerara un portavoz del 15-M en el Congreso. En enero de 2013 fue elegido miembro de la Comisión Ejecutiva Federal de Izquierda Unida, máximo órgano en la dirección de la formación, asumiendo la responsabilidad de Economía Política Global.

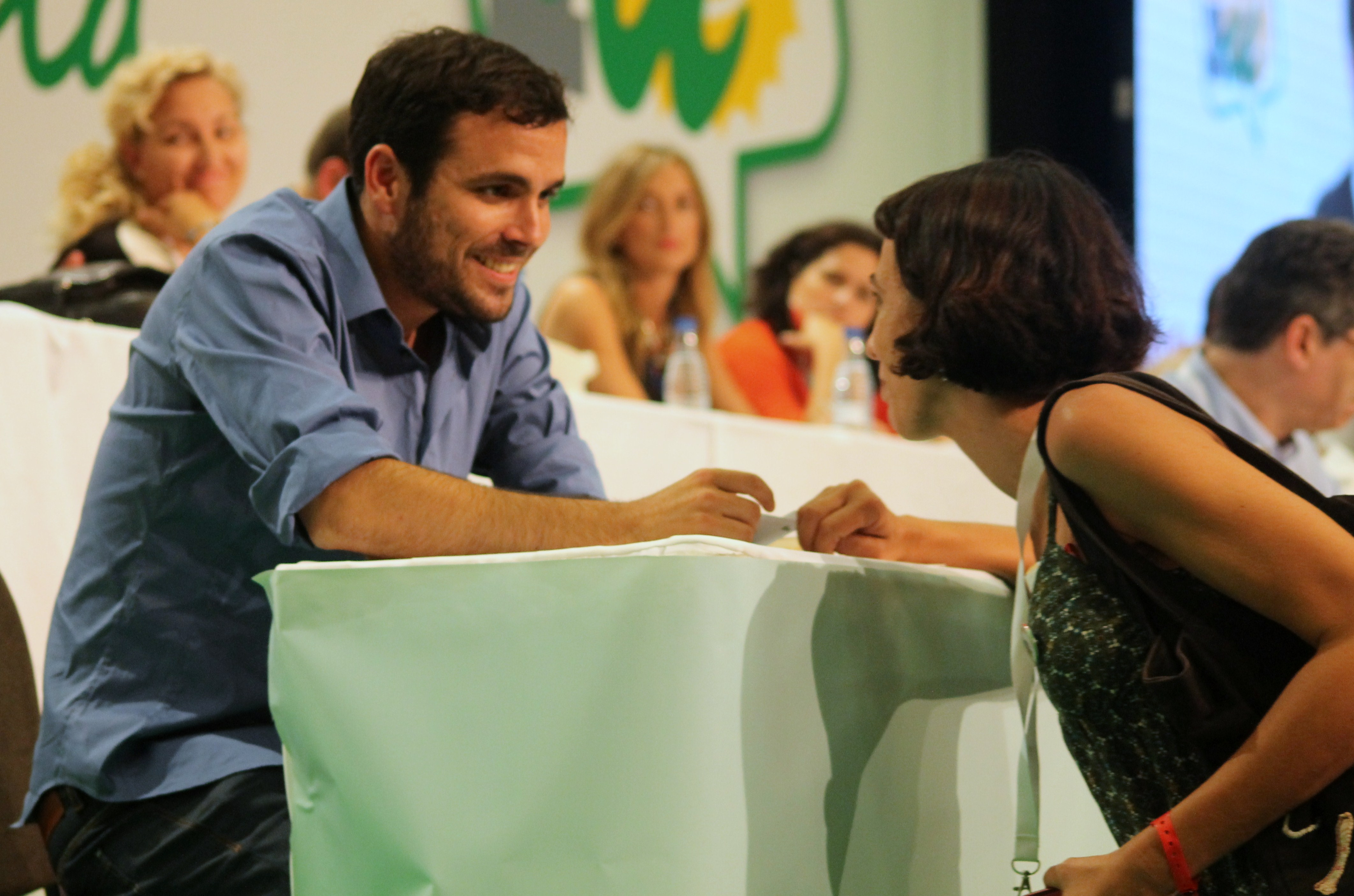
Alberto Garzón en junio de 2013 en la XIX Asamblea de IU Andalucía.

El 29 de noviembre de 2011, día en que acudieron al Congreso para acreditarse como miembros del Parlamento resultante de las elecciones generales del mismo mes, Garzón y el coordinador de IU Cayo Lara renunciaron al sistema de pensiones privado que se les concede a cada uno de los miembros del Congreso.
El 7 de febrero de 2013, hizo pública su nómina oficial en el Congreso y aportó otros datos sobre sus ingresos y patrimonio en aras, según explicó en su web, de la transparencia y la ética. De esta forma también es uno de los primeros diputados al hacerlo, dado que el Congreso de los Diputados no hace públicas las nóminas.
El 11 de marzo de 2013, se desmarcó de la política de parte de su organización al pedir «sanciones judiciales para los consejeros de IU que comulgaron con el caciquismo de las cajas de ahorro» al entender que «da igual en las siglas en las que se cobijen aquellas personas que aprovechan la política para uso privado».
El 21 de febrero de 2015, fue elegido candidato de Izquierda Unida a la presidencia del gobierno en las elecciones generales, con el 75,8 % de los votos del Consejo Político Federal, ya que su rival en las primarias abiertas, Nicolás García, no consiguió reunir los avales necesarios para concurrir al proceso.

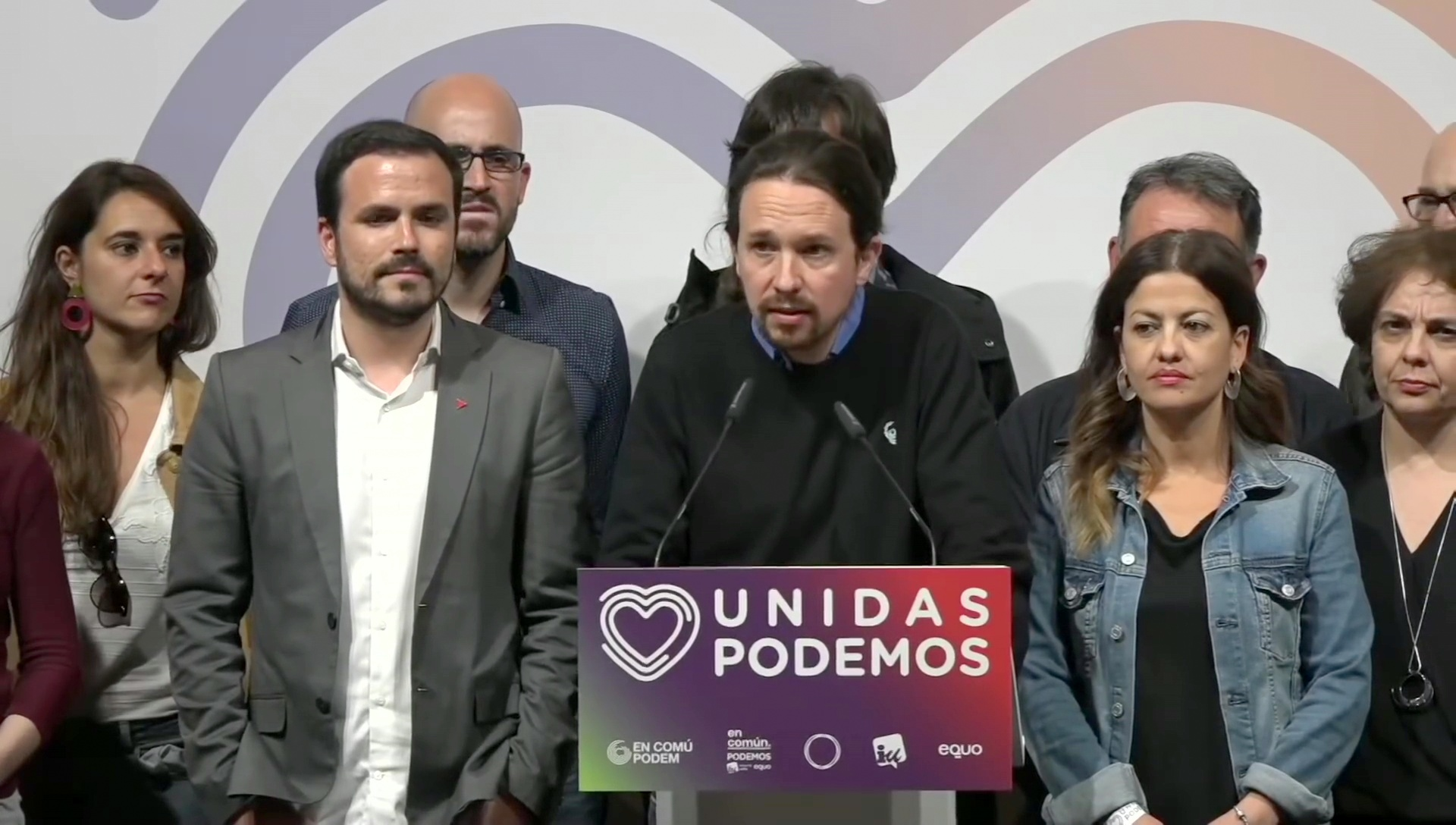
Durante la valoración de los resultados electorales de Unidas Podemos en las elecciones generales de abril de 2019.

En 2016 se celebraron unas primarias en IU. A pesar de tener una participación del 40,2 %, Alberto Garzón, fue elegido coordinador federal, con un 74,4 % de los votos, frente a la eurodiputada  Paloma López Bermejo, respaldada por Cayo Lara, que obtuvo un 20,8 %, mientras que Tasio Oliver, respaldado por Gaspar Llamazares e Izquierda Abierta, logró un 4,6 %.
En mayo de 2016, Garzón anunció en la Puerta del Sol un acuerdo con Pablo Iglesias para que Izquierda Unida y Podemos concurrieran juntos a las elecciones generales bajo la denominación Unidos Podemos. Garzón ocupó el quinto puesto por la circunscripción de Madrid, siendo elegido diputado en las elecciones de junio de 2016. En la XII legislatura su labor de oposición fue ligada frecuentemente a la crítica a los casos de corrupción que afectaban a cargos del Partido Popular. En este sentido, el 26 de abril de 2017 explicó ante los medios de comunicación que Izquierda Unida había presentado una querella en el "Caso Lezo" contra diferentes personas, entre ellas Eduardo Zaplana y cargos políticos vinculados al PP de Aguirre.
En 2019, tanto en las elecciones generales de abril como de noviembre, fue cabeza de lista de Unidas Podemos por la circunscripción de Málaga, siendo elegido en ambas ocasiones diputado.

### Ministro de Consumo

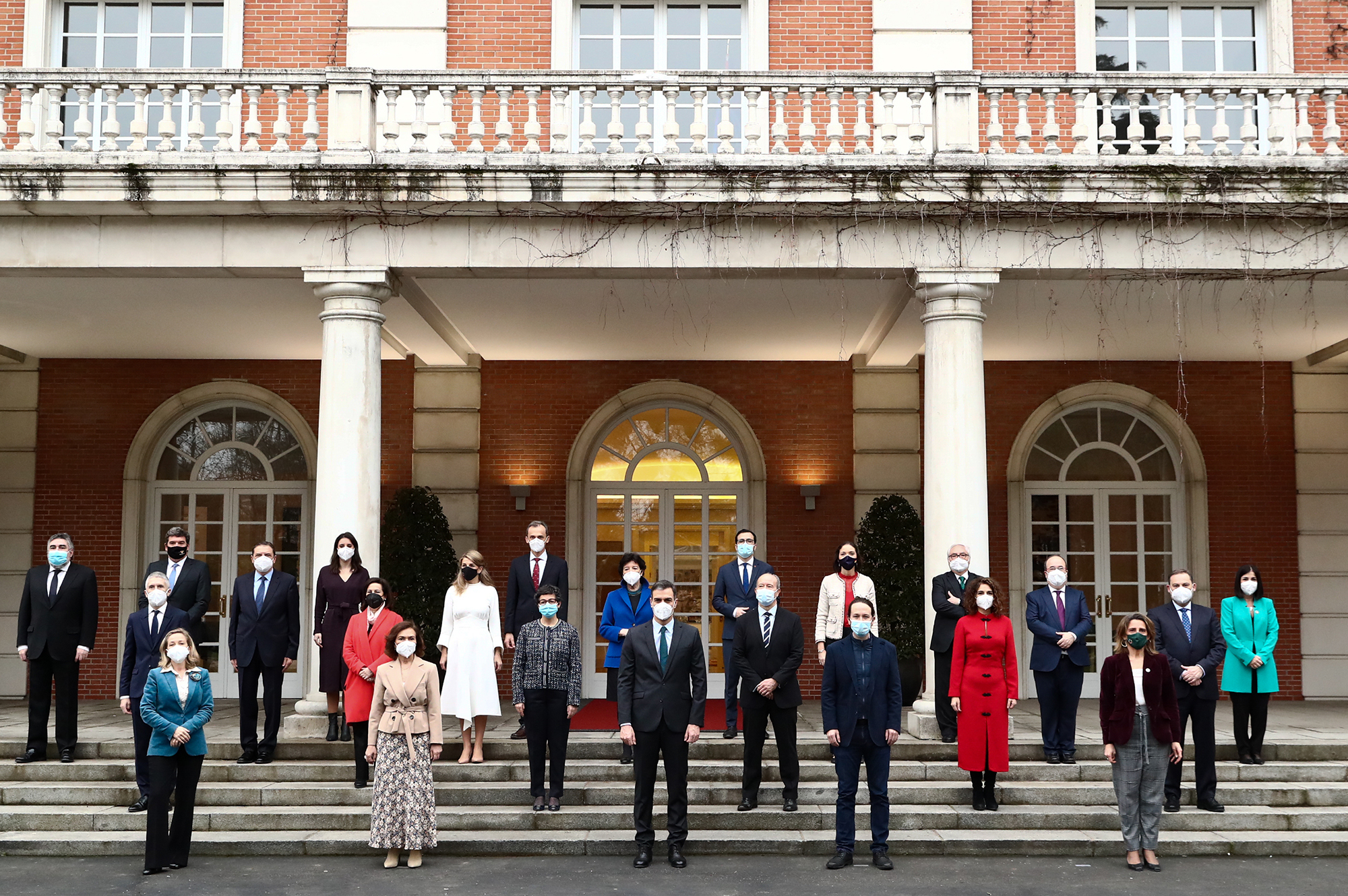
Foto de los ministros que formaron el Segundo Gobierno de Sánchez

Tras las elecciones generales de noviembre de 2019, se formó en España un gobierno de coalición entre el PSOE y Unidas Podemos, presidido por el socialista Pedro Sánchez. Garzón pasó a ocupar el cargo de ministro de Consumo desde el 13 de enero de 2020, día en que prometió el cargo ante el rey Felipe VI.
En una entrevista con la prensa en diciembre de 2021, siguiendo recomendaciones de la Organización Mundial de la Salud (OMS) y del Grupo Intergubernamental de Expertos sobre el Cambio Climático (IPCC), criticó el consumo excesivo de carne en España y las macrogranjas, culpandolas de la presión que generan sobre el medio ambiente y del maltrato de los animales. Estos comentarios suscitaron un acalorado debate en el país, ya que los españoles son los mayores consumidores de carne de Europa, comiendo de media entre dos y cinco veces más carne a la semana de lo recomendado por la Agencia Española de la Alimentación. El sector agroalimentario y partidos de derecha y extrema derecha pidieron su dimisión. Por otro lado, Garzón cuenta con el apoyo de asociaciones de pediatras, médicos, nutricionistas y organizaciones ecologistas.
De la misma manera, Garzón anunció en octubre de 2021 que su ministerio iba a regular la emisión de publicidad de alimentos y bebidas no saludables cuando se dirija al público infantil y adolescente. Teniendo en cuenta que en España 40,6% de los niños y niñas de entre 6 y 9 años tiene exceso de peso, 23,3% sobrepeso y 17,3% sufre obesidad, decidió limitar la promoción de alimentos con exceso de grasas saturadas, azúcar y sal a fin de reducir las tasas de obesidad infantil.
Ante el aumento en España de casi 70% de los precios de la compra básica de alimentos entre 2021 y 2022, en septiembre de 2022 trasladó a las compañías de distribución unas recomendaciones para elaborar cestas de alimentos básicos «nutricionalmente de calidad, saludable y sostenible», a través de una guía elaborada por la Agencia Española de Seguridad Alimentaria y Nutrición (AESAN), con precios congelados hasta después de la Navidad 2022.
En junio de 2023 anunció que no se iba a presentar a las elecciones generales del 23 de julio, argumentando que era necesario renovar las figuras públicas. Sin embargo, manifestó su deseo de continuar participando en política como coordinador de Izquierda Unida y miembro de Sumar.
El 17 de noviembre, anunció a través de una carta a la militancia que abandonaba la política institucional y que renunciaba como coordinador federal de Izquierda Unida, cargo que ocupa desde 2016.
El 21 de noviembre de 2023 cesó en la cartera de Consumo, que pasó a formar parte del Ministerio de Derechos Sociales, Consumo y Agenda 2030, encabezado por Pablo Bustinduy. Por sus servicios, el 30 de julio de 2024, se le concedió la Gran Cruz de la Real y Distinguida Orden Española de Carlos III.

## Ideología
Alberto Garzón estuvo afiliado a la Unión de Juventudes Comunistas de España en su juventud y después, hasta la actualidad, pasó a engrosar las filas del Partido Comunista de España. Sin embargo, Garzón ha sido tachado muchas veces de socialdemócrata por plantear en numerosas ocasiones medidas reformistas que no buscan acabar con el capitalismo. Según sus propios críticos, esto puede ser debido al hecho de haber trabajado –y publicado varios libros conjuntos– con dos economistas de referencia dentro de la socialdemocracia como son Vicenç Navarro y Juan Torres López. Lo cierto es que sus trabajos académicos versan sobre las interpretaciones heterodoxas a la crisis, sin que quede claro a qué escuela está él adscrito. En su página web asegura que es deudor del pensamiento heterodoxo marxista y poskeynesiano, con toque especial de ecología política. Asimismo, cita entre sus referencias a economistas como Michal Kalecki, Marx, Paul Sweezy, Antonio Gramsci y Lenin.
En entrevistas posteriores a su elección como diputado Garzón ha destacado la imposibilidad de la socialdemocracia, vista ésta en términos teóricos:

El BCE persigue un modelo de sociedad muy determinado: el propio Draghi habló de rebaja de costes salariales para lograr una situación competitiva. Añadió que nuestro país tenía que buscar sus ventajas comparativas, lo que quiere decir que nos está mandando a un mercado mundial a competir contra todo el mundo y a ver quién vende sus productos más baratos. En ese espacio institucional la socialdemocracia no puede sobrevivir porque para poder competir y vender más barato que tus competidores necesitas tener trabajadores más baratos y necesitas tomar medidas económicas que hacen inviable mantener el Estado del bienestar. En un capitalismo tan flexibilizado, tan desregularizado y tan competitivo la socialdemocracia pierde los espacios.
Alberto Garzón. 

También ha defendido la incompatibilidad de la democracia  con el sistema económico capitalista y la imposibilidad de que el planeta aguante la presión de su modelo de producción y consumo:

El capitalismo es incompatible con la democracia porque en este sistema económico los votos se determinan en función del dinero, de modo que aquellos que más tienen son los que más mandan. Si los recursos no están gestionados por la sociedad, si no son recursos públicos democráticamente gestionados, evidentemente el poder y la capacidad de decidir qué se produce y hacia dónde vamos estará en un espacio privado y alejado de la ciudadanía. Debemos tener claro que las grandes empresas y los grandes sectores estratégicos tienen que ser públicos para decidirlo todo democráticamente y que efectivamente exista una democracia. Pero sobre todo hay otro imperativo, que es el ecológico: nuestro planeta no aguanta un sistema competitivo como el actual modelo de producción y consumo que representa el capitalismo.
Alberto Garzón.

## Publicaciones

### Como colaborador
- 2009 - La crisis financiera. Guía para entenderla y explicarla. - Juan Torres López y Alberto Garzón.
- 2009 - La crisis de las hipotecas basura. ¿Por qué se cayó todo y no se ha hundido nada? - Juan Torres López y Alberto Garzón. Editorial Sequitur & ATTAC España.

### Como autor
- 2010 - ¿Están en peligro las pensiones públicas? - Vicenç Navarro, Juan Torres López y Alberto Garzón. Editorial Attac España.
- 2011 - Hay alternativas - Vicenç Navarro, Juan Torres López y Alberto Garzón. Editorial Sequitur & Attac España.[48]
- 2012 - Esto tiene arreglo. Editorial Destino
- 2012 - Lo que España necesita: Una réplica con propuestas alternativas a la política de recortes del PP. Editorial Deusto - Vicenç Navarro, Juan Torres López y Alberto Garzón.
- 2013 - La gran estafa. Editorial Destino[49]
- 2013 - La tercera república. Editorial Península[50]
- 2015 - A pie de escaño.Editorial Península[51]
- 2015 - El Trabajo Garantizado: Una propuesta necesaria frente al desempleo y la precarización. Editorial Akal - Adoración Guamán, Alberto Garzón, Francisco Trill, Eduardo Garzón Espinosa, Héctor Illueca
- 2017 - Por qué soy comunista. Editorial Península[52]
- 2019 - ¿Quién vota a la derecha?. Editorial Península
- 2022 - The Limits to Growth: Ecosocialism or Barbarism.[53]